# Ilovik (Mali Lošinj)
Pour les articles homonymes, voir Ilovik.
Ilovik est une localité de Croatie située sur l'île d'Ilovik et dans la municipalité de Mali Lošinj, comitat de Primorje-Gorski Kotar. En 2001, la localité comptait 104 habitants.

## Démographie
| 1948 | 1953 | 1961 | 1971 | 1981 | 1991 | 2001 |
| ---- | ---- | ---- | ---- | ---- | ---- | ---- |
| 393  | 399  | 346  | 213  | 147  | 145  | 104  |